# Eilert Määttä
Pour les articles homonymes, voir Määttä.
Temple de la renommée suédois : 2012
Eilert Määttä (né le 22 septembre 1935 à Kiruna et mort le 7 mai 2011 à Södertälje) est un joueur, puis entraîneur suédois de hockey sur glace. Il a joué pour le Skellefteå AIK et le Södertälje SK. En international, il a marqué le but qui permit à la Suède d'égaliser à 4-4 contre l'union soviétique lors du championnat du monde de 1957 et ainsi de remporter le tournoi.
Il a été l'entraîneur du Huddinge IK en division 1 lors des saisons 1974-75 et 1975-76, et celui du Djurgårdens IF lors de la saison 1978-79.

## Palmarès de joueur
- Or en championnat du monde : 1957, 1962
- Argent : 1963, 1964, 1967
- Bronze : 1965
- Médaille d'argent lors des Jeux Olympiques de 1964